# 아지정
아지정(일본어: 庵治町)은 일본 가가와현 기타군에 있던 정이다. 2006년 1월 10일, 다카마쓰시에 편입해 소멸하였다.

## 역사
- 1890년 2월 15일 - 정촌제 시행에 수반해 야마다군 아지촌이 성립하였다.
- 1968년 4월 1일 - 정으로 승격해 아지정이 되었다.
- 2006년 1월 1일 - 다카마쓰시에 편입되었다. 동일 아지정은 폐지되었다.

## 출신유명인
- 나카무라 유이치 (성우)

## 참고 문헌
- 角川日本地名大辞典編纂委員会, 『角川日本地名大辞典 43 香川県』, 1985, 角川書店